# 古杰寺
古杰寺（英語：Kurjey Lhakhang），或名 固結寺、庫杰寺，又稱為 蓮師身印寺，譯音為古杰拉康。該寺位於不丹 布姆唐宗 （Bumthang），海拔高度二千六百公尺布姆塘山谷裡的扎瑪多傑洞穴，是不丹旺楚克王朝第一至第三任國王的安葬地，為不丹中部最重要的佛寺。

## 簡介

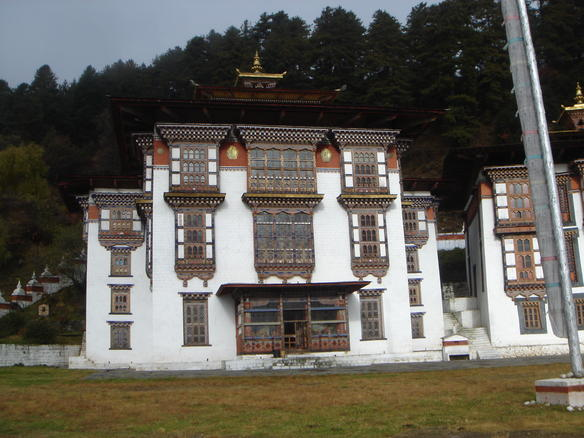
古杰寺主殿正面

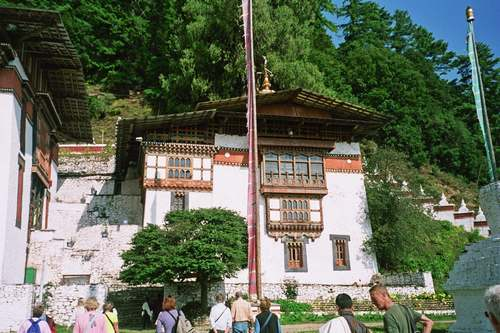
古杰寺側殿

古杰寺約創建於八世紀，相傳當時有位印度國王Sinda Raja，因他的兒子不幸戰死沙場，在傷心極度下以致病危，後來在蓮花生大士的救治下痊癒，皈依了佛門，他為了感謝救命之恩，於布姆塘扎瑪多傑洞穴為蓮師興建了佛寺，蓮花生大士在此閉關時，曾在一塊石頭上留下了他身體背脊的印記，這也是古杰寺（蓮師身印寺）命名的由來。
古杰寺現存的三座佛殿建築是後來興建的，建築群由石砌的小型舍利塔圍繞，舍利塔分為白色、紅色、綠色三種顏色，寺旁山坡上的大岩石上刻有六色彩繪的六字大明咒，最高層主殿為蓮花生大士神殿，裡面供有釋迦牟尼佛像及一千尊蓮花生大士的小聖像。在這三座佛殿中，最早的一座修建於1652年，第二座佛殿於1900年，由不丹旺楚克王朝第一任國王烏顏·旺楚克（1861年－1926年）在擔任不丹通薩（Torngsa，通薩省總督）期間興建，第三座佛殿於1984年，由第三任國王吉格梅·多吉·旺楚克（1929年－1972年）的王后阿禧格桑·却登旺楚（1930－）發心籌建。

## 供奉佛像
- 釋迦牟尼佛
- 蓮花生大士

## 外部連結
- 靈鷲山佛教教團－不丹 （页面存档备份，存于）
- 靈氣 小瑞士 不丹 布姆唐 （页面存档备份，存于）